# 杭州汽车西站
杭州汽车西站是杭州市的一个长途汽车站，位于西湖区天目山路357号。

## 简介
始建于1989年1月，新车站于2002年10月1日启用，占地面积3.2万平方米，日发班次340余班。主要开往杭州西向目的地，包括浙江省的衢州、千岛湖、新安江、桐庐，安徽的黄山，江西的南昌、景德镇，湖北武汉，湖南长沙等地。